# Gay Men's Health Crisis
El GMHC (anteriormente Gay Men's Health Crisis) es una organización sin fines de lucro, basada en la comunidad, apoyada por voluntarios y personal de servicio comunitario contra el SIDA, cuya misión es "terminar con la epidemia del SIDA y mejorar la vida de todos los afectados".

## Historia

### 1980s

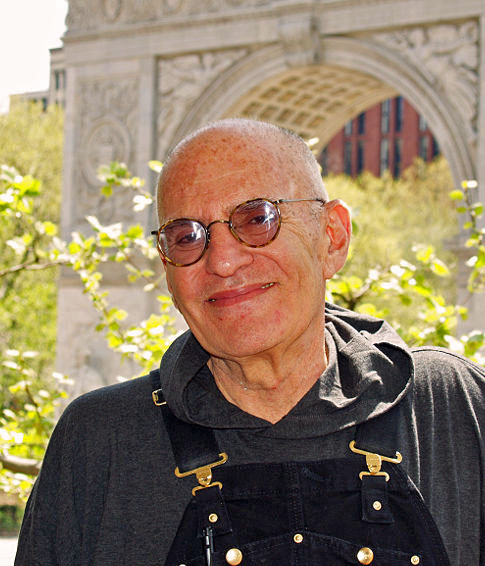
Larry Kramer cofundador de GMHC

La organización se fundó en enero de 1982, después de que comenzaron a surgir informes en San Francisco y en la ciudad de Nueva York, de que una forma rara de cáncer llamada sarcoma de Kaposi estaba afectando a los hombres gay jóvenes. Después de que los Centros para el Control de Enfermedades declararon que la nueva enfermedad era una epidemia, se creó el GMHC (centro para la crisis de salud de los hombres gay)  cuando 80 hombres se reunieron en el apartamento del escritor de Nueva York Larry Kramer para discutir el tema del "cáncer gay" y recaudar dinero para la investigación. GMHC tomó su nombre del hecho de que los primeros hombres que fueron víctimas del SIDA a principios de la década de 1980 eran, precisamente, hombres homosexuales.
Los fundadores fueron Nathan Fain, Larry Kramer, Lawrence D. Mass, Paul Popham, Paul Rapoport y Edmund White. Ellos organizaron la entidad formal, exenta de impuestos y en ese momento fue la organización voluntaria de sida más grande del mundo. Paul Popham fue elegido presidente.
Rodger McFarlane comenzó con una línea telefónica directa de asesoramiento sobre la crisis, que inicialmente funcionó con el propio teléfono personal de su casa; esta línea finalmente, se convirtió en una de las herramientas más efectivas de la organización para compartir información sobre el SIDA. McFarlane fue nombrado director del GMHC en 1982, ayudando a crear una estructura más formal para la organización naciente, que no tenía fondos ni oficinas cuando asumió el cargo. GMHC operaba desde un par de habitaciones para oficinas en una casa de huéspedes en Chelsea, propiedad de Mel Cheren de West End Records. 
Larry Kramer escribió que ya al momento del fallecimiento de McFarlane, "el GMHC era esencialmente lo que comenzó (McFarlane): asesoramiento sobre la crisis, asistencia legal, voluntarios, el sistema de amigos, trabajadores sociales", todo ello como parte de una organización que sirve a más de 15,000 personas afectadas por el VIH y SIDA. En una entrevista con The New York Times, después de la muerte de McFarlane en mayo de 2009, Kramer describió cómo "Rodger tomó sin ayuda a este grupo de hombres realmente asustados y en su mayoría jóvenes, nos encontró una oficina y organizó todos los programas".
Kramer renunció en 1983 para formar ACT UP (la coalición contra el SIDA para liberar el poder), una organización más militante, como una alternativa más política. A partir de ese momento, sus comentarios públicos y su postura hacia GMHC fueron negativos, si no hostiles. La obra literaira de Kramer The Normal Heart es una especie de novela en clave sobre su participación en la organización.
El 30 de abril de 1983, el GMHC patrocinó el primer gran evento de recaudación de fondos para el SIDA, una actuación benéfica del Circo Ringling Bros. y Barnum & Bailey.
Para 1984, los Centros para el Control de Enfermedades le habían solicitado la ayuda al GMHC para planificar conferencias públicas sobre el SIDA. Ese mismo año, los franceses Françoise Barré-Sinoussi y Luc Montagnier descubrieron el virus de la inmunodeficiencia humana. En dos años, el GMHC estaba ayudando también a hombres y mujeres heterosexuales, hemofílicos, usuarios de drogas intravenosas y niños.
Gay Men's Health Crisis recibió una amplia cobertura en el libro de 1987 de Randy Shilts, And the Band Played On. El libro describió el progreso de la pandemia culpando al gobierno, especialmente a la administración del presidente republicano Ronald Reagan y a su secretaria de salud, Margaret Heckler, por no responder, a la vez que elogió a GMHC por su trabajo. Shilts fue un hombre gay que luego también falleció de SIDA.

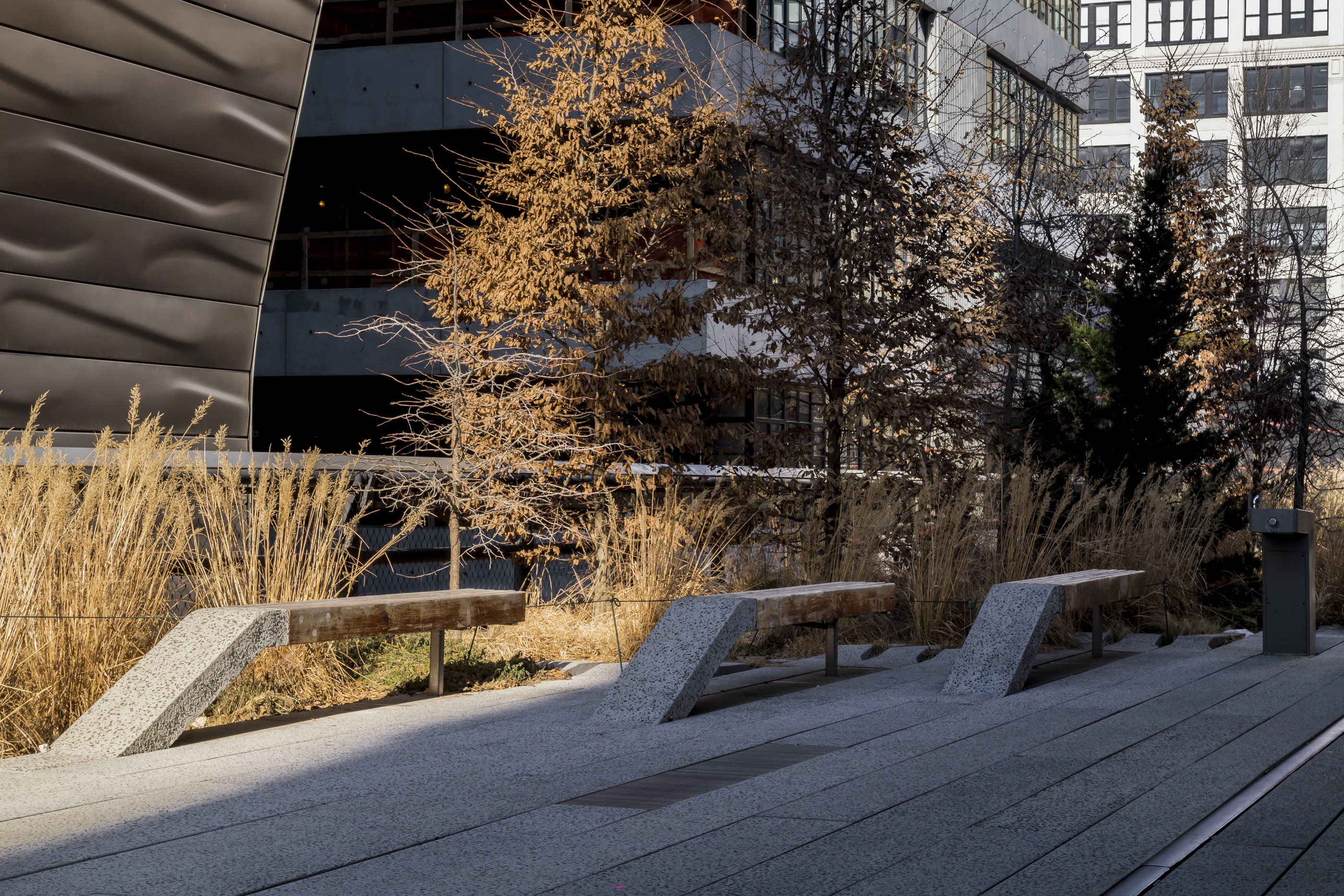
Barrio de Chelsea, Nueva York

### 1990s
En 1997, la organización se mudó a una nueva sede en el Edificio Tisch, una construcción de nueve pisos ubicado en el 119 West 24 Street en el vecindario de Chelsea. El edificio se sometió a una renovación de $ 12.5 millones, y lleva el nombre de Preston Robert Tisch y Joan Tisch, la pareja que donó $ 3.5 millones para el proyecto. Joan está en la junta directiva del GMHC.
En la década de 1990, un evento de recaudación de fondos en las playas del Océano Atlántico, en Fire Island Pines, Nueva York, se convirtió en una enorme fiesta que duró muchas horas, lo cual desarrolló la reputación de que estas fiestas estaban relacionadas con el sexo inseguro y el uso de drogas recreativas. Por esta razón, el GMHC se desconectó al año siguiente (1998) de este tipo de recaudación de fondos, luego de que un hombre muriera en Fire Island por una sobredosis de la droga gamma hidroxibutirato (GHB) la noche antes de la fiesta, y además 21 juerguistas fueran arrestados por posesión de drogas.

### 2000s
El GMHC ha recibido múltiples subvenciones de la Corporación Carnegie, una organización que ha apoyado a más de 550 instituciones de arte y servicios sociales de la ciudad de Nueva York desde su creación en 2002, y que fue posible gracias a una donación del alcalde de la ciudad de Nueva York, Michael Bloomberg (junto con 406 otras instituciones de artes y servicios sociales).
Gay Men's Health Crisis (GMHC) se ha mudado a una casa nueva y ampliada, que consta de 110,000 pies cuadrados (10,000 m²) de espacio rediseñado y renovado en el 446 West 33rd Street de Manhattan. GMHC está ampliando así su variada gama de servicios para más de 100,000 neoyorquinos afectados por el VIH / SIDA. Estos servicios incluyen educación en salud y nutrición, asistencia legal, de vivienda y salud mental, capacitación vocacional y manejo de casos. Con una nueva cocina de última generación y un comedor más grande, donde se servirán comidas calientes gratuitas a más clientes. El Programa Keith Haring Food Pantry aumentará su capacidad para proporcionar bolsas de supermercado y asesoramiento nutricional a más personas necesitadas. 
La nueva ubicación ha permitido al GMHC expandir sus servicios para satisfacer las crecientes y complejas necesidades de las personas afectadas por el VIH / SIDA. En este trigésimo año de la epidemia, el VIH continúa aumentando a tasas alarmantes, local y nacionalmente, particularmente entre mujeres, afroamericanos, latinos y hombres que tienen sexo con hombres.
Los programas de prevención y pruebas del VIH se están ampliando en el nuevo Centro GMHC para la Prevención del VIH en 224 West 29th Street en Nueva York, que incluirá un nuevo programa de desarrollo de liderazgo juvenil. El nuevo Centro para la Prevención del VIH abrió el martes 10 de julio de 2019.